# ¡Oh Canadá! (película)
¡Oh' Canadá!  fue una atracción que incluía una película de Circle-Vision 360° con el mismo nombre, situada en el Canada Pavilion, dentro del Epcot, en el Walt Disney World Resort en Florida. Su nombre deriva del himno nacional de Canadá La película muestra muchas imágenes de las ciudades y las vistas de Canadá, incluyendo Quebec, Ontario, el RCMP, el Calgary Stampede, Vancouver y su puerto, el río Ottawa, y más.
La película se grabó, en su mayor parte, durante 1981 y ha estado continua exposición desde ese momento, con una versión actualizada publicada en 2007. No obstante, la atracción cerraría el 1 de agosto de 2019, para ser reemplazado por una nueva película canadiense de Circle-Vision de Visión titulada: Far and Wide.

## Historia
La atracción fue inspirada en el popular film documental de Circle-Visión 360° llamado Canadá '67, mostrado en el Telephone pavilion durante la Expo 67. Este fue creado por el director  canadiense Robert Barclay. 
El libro de la guía oficial de la Expo oficial '67 describió algunas de las escenas que aparecían en la película: "estás en el centro del escenario para el Policía Montada del Canadá Musical Ride... en el centro de un campo de hielo de hockey... durante el Stampede de Calgary! El Circle-Vision360° te rodea con todo lo divertido y emocionante de la mayoría de acontecimientos de Canadá y su belleza escénica es espectacular".
Las imágenes para RCMP Musical Ride fueron gravadas en parque de Rockcliffe, localizado entre  Rockcliffe Parkway y Hillsdale Road, en el pueblo del parque Rockcliffe y no en los establos de la Policía montada cercanos a Sandridge Road. 
La película de Canadá '67  también mostraba imágenes de bobsleigh, en que los protagonistas bajaban por una pista de hielo empinada durante el  Carnaval de Quebec. En general, eran muchos los acontecimientos y las escenas icónicas al país que se mostraban en la película. Algunos espectadores de la misma sintieron vértigo, concretamente después de una secuencia dramática filmada sobre Cataratas del Niágara.

### Actualización del 2007
El 6 de agosto de 2007, la atracción original de ¡Oh' Canadá! cerró. No obstante, el 1 de septiembre del mismo año debutaría una nueva película de Circle-Vision 360° en el Canada Pavilion, producida, en parte, en respuesta a una campaña de siete años por la Comisión de Turismo canadiense debido a una corriente firme de quejas sobre la representación de Canadá. Oh' Canadá es principalmente narrado por Martin Short, después de que  hace el narrador original (Corey Burton) se bajará del proyecto por diferencias creativas. 
La versión más nueva de ¡Oh' Canadá! incluye imágenes actualizadas de las ciudades de Canadá y sus zonas naturales, incluyendo Cataratas del Niagara, con una banda orquestal renovada por Bruce Broughton. La canción "You're a Lifteme Journey)" ha sido regrabada por Eva Ávila, la ganadora de la cuarta temporada de Canadian Idol.
Esta versión de la atracción cerró el 1 de agosto de 201 para estrenar una nueva remodelación del film.

## Visita también
- O Canadá: el himno nacional de Canadá.
- Circle-Vision 360°